# György Doros
György Doros (2 de abril de 1889 – 6 de agosto de 1945) foi um escritor húngaro. O seu trabalho fez parte do evento de literatura do concurso de arte dos Jogos Olímpicos de 1932. Como membro do Partido Nazista, Doros foi impedido de continuar a exercer a advocacia após a Segunda Guerra Mundial e suicidou-se com gás juntamente com a esposa.